# William Forsyth

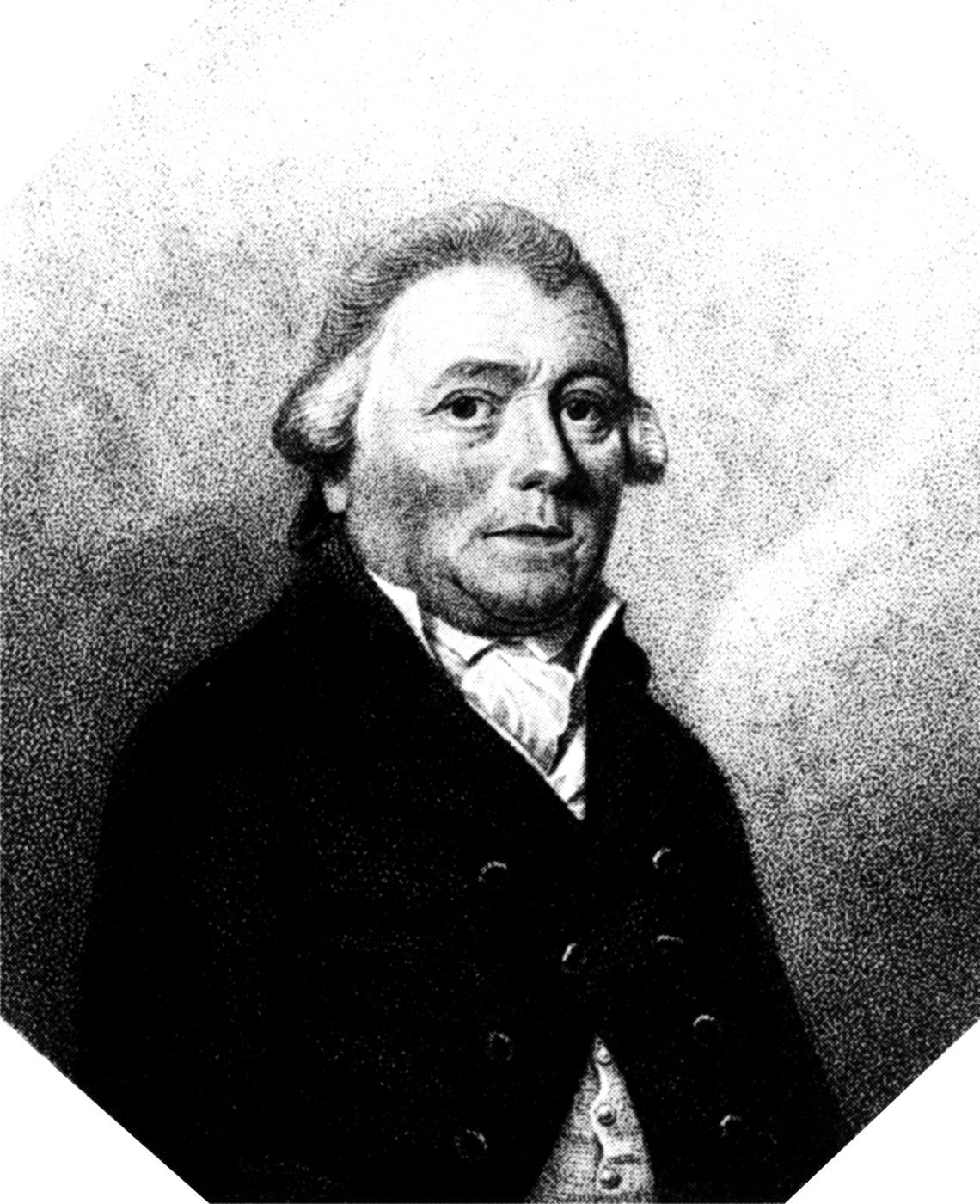
William Forsyth

William Forsyth (* 1737 in Oldmeldrum, Aberdeenshire; † 25. Juli 1804) war ein britischer Gärtner und Botaniker. Sein offizielles botanisches Autorenkürzel lautet „Forsyth“. Sein Sohn William Forsyth Jr. (ca. 1772–1835) war ebenfalls Botaniker.

## Leben
William Forsyth, der Sohn von John Forsyth, ging im Alter von 25 von Schottland nach London und arbeitete als Gärtner im Park von Syon House, den der Gartenarchitekt Lancelot „Capability“ Brown für den Duke of Northumberland gestaltet hatte.
1763 kam Forsyth nach Chelsea, um sich unter Philip Miller, dem Leiter des Chelsea Physic Garden, fortzubilden. Nach Millers Tod wurde er 1770/71 selbst Leiter („Superintendent“) dieses traditionsreichen Gartens, des zweitältesten Botanischen Gartens Großbritanniens. Er gestaltete neue Anpflanzungen, war für die Einführung des internationalen Samen- und Pflanzentausches verantwortlich und betreute viele Pflanzensammler, die in Amerika oder Asien nach attraktiven neuen Gartengewächsen suchten. 1774 baute er den ersten großen britischen Steingarten. Dafür standen ihm 40 Tonnen Kalk- und Feuerstein vom Londoner Tower sowie Lavagestein zur Verfügung, das Sir Joseph Banks zwei Jahre zuvor aus Island mitgebracht hatte.
1779 wechselte er als Gärtnermeister zu den Königlichen Gärten von St James und des Kensington Palace und wurde 1784 von König Georg III. zum Obersten Leiter dieser Gärten ernannt.
Schon vorher hatte er begonnen, mit Wundverschlüssen für verletzte und von Pilzen infizierte Bäume zu experimentieren. Sein Rezept hielt er zunächst geheim. Da sich England im Krieg mit Frankreich befand und hochwertiges englisches Eichenholz für den Schiffbau kriegswichtig war, erhielt Forsyth, als er die Zusammensetzung seines Forsyth’s Plaister veröffentlichte, von der britischen Regierung ein Erfolgshonorar von 1500 Pfund Sterling und eine Belobigung. Die Mischung bestand aus Kuhfladen, Urin, Holzasche, Sand und Kalkstaub. Thomas Andrew Knight beschuldigte Forsyth deshalb des Schwindels, eine Kontroverse, die noch 1804 die Gründung der Horticultural Society of London (ab 1856 Royal Horticultural Society) überschattete. Diese Vereinigung rief Forsyth zusammen mit seinen Freunden und Kollegen William Aiton, Sir Joseph Banks, James Dickson (1738–1822), Charles Francis Greville (1749–1809), Richard Anthony Salisbury und John Wedgwood (1766–1844) ins Leben.

## Werk
Forsyth veröffentlichte Bücher über Gehölzkrankheiten und fachgerechte Baumpflege:
- William Forsyth: Observation on the diseases, defects, and injuries in all kinds of Fruit and Forest Trees. London, 1791.
- William Forsyth: A Treatise on the culture and management of Fruit-Trees. London, 1802.

## Ehrentaxon
Die Pflanzengattung Forsythia wurde von Martin Vahl zu Ehren von William Forsyth benannt. Forsyth hat den Zierstrauch aus China übrigens selbst nie zu Gesicht bekommen. Er starb fast 40 Jahre bevor Robert Fortune die ersten lebenden Exemplare nach Europa brachte.